# Jean M. Auel
Jean Marie Auel (* 18. Februar 1936 in Chicago, Illinois) ist eine US-amerikanische Schriftstellerin.

## Leben
Jean Marie Auel wurde als zweites von fünf Kindern des Malers Neil Solomon Untinen und seiner Frau Martha (geb. Wirtanen) geboren. Sie heiratete nach Abschluss der Highschool am 19. März 1954 Ray Bernard Auel und hatte im Alter von 25 Jahren bereits fünf Kinder, RaeAnn, Karen, Lenore, Kendall und Marshall. Sie studierte an der Portland State University, der University of Portland, University of Maine und dem Mt. Vernon College. Seit 1964 ist sie Mitglied von Mensa International. Sie arbeitete von 1965 bis 1966 als Angestellte, ab 1966 als Platinendesignerin, ab 1973 als Technischer Autor und von 1974 bis 1976 als Kreditmanagerin. Sie schloss 1976 im Alter von 40 Jahren ihren Master of Business Administration (MBA) ab.

## Werk
Nach ihrem MBA begann sie – angeregt durch die Forschungsarbeiten von Ralph Solecki in der Shanidar-Höhle – mit den Recherchen für ihren ersten historischen Roman, The Clan of the Cave Bear, der 1980 veröffentlicht wurde (dt.: Ayla und der Clan des Bären). In den folgenden Jahren erweiterte sie den Erdenkinder-Zyklus um die Bände The Valley of Horses (1982, dt.: Ayla und das Tal der Pferde), The Mammoth Hunters (1985, dt.: Ayla und die Mammutjäger) und The Plains of Passage (1990, dt.: Ayla und das Tal der großen Mutter), The Shelters of Stone (2002, dt.: Ayla und der Stein des Feuers), The Land of Painted Caves (2011, dt.: Ayla und das Lied der Höhlen).
Der Erdenkinder-Zyklus spielt vor etwa 25.000 bis 35.000 Jahren im eiszeitlichen Europa, in dem es ein mehr oder weniger friedliches Nebeneinander moderner Menschen und des Neandertalers im Aurignacien gibt. Der Zyklus beschreibt die Lebensgeschichte der Hauptperson Ayla, die als kleines Kind ihre Eltern verliert und von Neandertalern in der Nähe des Schwarzen Meers aufgezogen wird. Sie bekommt ein Kind von einem Neandertaler. Später sucht sie Menschen „ihrer eigenen Art“ und lernt Jondalar kennen, mit dem sie quer durch das eiszeitliche Europa entlang des Donautals in seine Heimat im heutigen Frankreich zieht.
Der Zyklus entwirft ein detailliertes Bild einer eiszeitlichen Flora und Fauna sowie der archäologischen Kulturen – sowohl der „modernen Menschen“ (Cro-Magnon-Mensch) als auch der Neandertaler. Auel holte sich vor der Veröffentlichung den Rat zahlreicher Archäologen ein, unter anderem von Jan Jelínek, die von ihr geschilderten Techniken und Befunde sind daher weitgehend zuverlässig geschildert. Manche Kritiker werfen ihr allerdings vor, Umgangsformen zivilisierterer Gesellschaften auf die steinzeitlichen Gesellschaften projiziert zu haben. Tatsächlich werden in allen Bänden Ausgrenzung Andersartiger, Rassismus und Verständigungsprobleme zwischen Menschen unterschiedlicher Herkunft thematisiert.
Die Bücher sind in vielen Übersetzungen mit einer weltweiten Gesamtauflage von 34 Millionen Exemplaren erschienen. Der erste Band wurde 1986 unter dem Titel Ayla und der Clan des Bären mit Daryl Hannah als Ayla verfilmt.

## Bibliographie
- 1980 The Clan of the Cave Bear
  - Ayla und der Clan des Bären, dt. von Mechtild Sandberg; Krüger-Verlag, Frankfurt am Main 1981, ISBN 3-8105-0104-2.
- 1982 The Valley of Horses
  - Das Tal der Pferde: Ein Roman aus der Frühzeit der Menschen, dt. von Werner Peterich; Meyster-Verlag, München 1984, ISBN 3-8131-8206-1.
- 1985 The Mammoth Hunters
  - Die Mammutjäger, dt. von Werner Peterich; Ullstein Verlag, Berlin; Frankfurt am Main 1986, ISBN 3-550-06128-5.
- 1990 The Plains of Passage
  - Ayla und das Tal der grossen Mutter, dt. von Christel Wiemken; Hoffmann und Campe, Hamburg 1991, ISBN 3-455-00206-4.
- 2002 The Shelters of Stone
  - Ayla und der Stein des Feuers, dt. von Maja Ueberle-Pfaff und Christoph Trunk; Heyne Verlag, München 2002, ISBN 3-453-21399-8.
- 2011 The Land of Painted Caves
  - Ayla und das Lied der Höhlen, dt. von Susanne Aeckerle, Marion Balkenhol und Ursula Wulfekamp; Heyne Verlag, München 2011, ISBN 978-3-453-26543-1.